# Frank i P3
Frank i P3 var ett radioprogram som sändes mellan 1999 och början av januari 2007 i Sveriges Radio P3. Programledare var bland andra Hanna Toll, Jonas Magnusson och Marcus Birro.
Inslaget Syntax Error förekom i flera år och spelade TV-spelsmusik.